# César Vallejo
César Abraham Vallejo Mendoza (Santiago de Chuco, 16 de março de 1892 – Paris, 15 de abril de 1938) foi um poeta de tendência vanguardista, unanimamente considerado pela crítica especializada como um dos maiores poetas hispano-americanos do século XX e o maior poeta peruano, tendo sido também contista, romancistaista, dramaturgo e ensaísta. Conforme o escritor uruguaio Mario Benedetti, é o mais influente poeta das letras hispano-americanas na atualidade, juntamente com Pablo Neruda, poeta que costumava se referir ao peruano como melhor poeta do que ele próprio.

## A vida
Chamado por Eduardo Galeano de "o poeta dos vencidos", sendo neto de mulheres indígenas, toda sua vida foi marcada por uma condição de pobreza, desamparo, e de mestiço e militante de esquerda perseguido. Tendo seu pai um emprego razoável, porém uma família numerosa, não possuía renda para dar uma vida confortável aos filhos. Em 1910 ingressa na Faculdade de Filosofia e Letras da Universidade de Trujillo, mas não consegue se formar por falta de dinheiro, passando a se manter como tutor do filho de um fazendeiro e em outros empregos, como assistente na administração de uma fazenda de açúcar. A miséria vista durante esta época marcou suas posições políticas.
Consegue, finalmente, em 1915, se formar como professor em Trujillo, mas tem que mudar-se para a cidade de Lima em função de problemas amorosos. Tendo conseguido um cargo de diretor em uma escola de Lima, nesta época conheceu o conhecido poeta anarquista Manuel González Prada e publicou seu primeiro livro, "Los Heraldos Negros", que teve boa acolhida.
Demitido em 1920, em visita a sua cidade Natal e, em meio a uma confusão na qual uma autoridade sofreu um disparo, quando executava um trabalho para o sub-prefeito local, foi preso injustamente por quase três meses, sob acusação de ser o instigador intelectual da revolta, apesar de protestos de intelectuais.
Voltando a Lima após a prisão, em liberdade condicional, em 1922 publica o vanguardista livro de poemas "Trilce", escrito no cárcere, com uma tiragem de apenas 200 exemplares, pelos quais o poeta pagou, por cada um, um custo muito mais alto que o preço de venda.
Obtendo um novo emprego de professor, o poeta é, porém, novamente demitido. Resolve então, no ano de 1923, animado por um amigo e temendo voltar à prisão (que o marcara profundamente) mudar-se para Paris, onde irá conhecer pintores e escritores como Antonin Artaud, Jean Cocteau y Pablo Picasso, o qual desenhou um famoso retrato do poeta. Desde a ocasião de sua partida, nunca mais voltou ao Peru.
Em Paris, somente consegue um emprego, em uma gráfica, três anos depois, tendo quase morrido de fome. Após isso, consegue também uma bolsa de estudos junto ao governo espanhol, a fim de terminar os estudos de direito, que chegara a iniciar no Peru. Por essa época, também, aprofunda-se no conhecimento do marxismo e visita a União Soviética em três ocasiões.
Posteriormente, passa a viver junto com a francesa Georgette Philipart, sendo preso e expulso da França, no ano de 1930, possivelmente por razões políticas. Tendo vivido em exílio na Espanha, consegue permissão para voltar à França, onde já estava Georgette Philipart, que voltou em 1931 e encontrou seu apartamento destruído pela polícia francesa. Vallejo volta a Paris com uma mala de roupas e mais nada.
Já durante a Guerra Civil Espanhola, se engaja prontamente na causa republicana, à distância, escrevendo propaganda e dando aulas de doutrina política. Chocado com os horrores da guerra, que pode ver em breve visita a Madrid, escreveu o livro militante, de tom profundamente sofrido "España, aparta de mí este caliz", que não foi publicado durante sua vida, bem como o livro de 54 poemas "Sermón de la barbarie", escrito na mesma época.
Tendo casado em 1934 com sua fiel companheira Georgette, sua situação financeira continuou crítica, mesmo tendo, mais tarde, conseguido um cargo de professor novamente.
Quando morreu em Paris, de uma febre misteriosa, com um diagnóstico pouco preciso, segundo sua esposa, estava na condição de um homem muito pobre.
Antes de morrer teria dito à sua esposa "Qualquer que seja a causa que eu tenha que defender diante de Deus, mais além da morte tenho um defensor: Deus."

## A literatura
César Vallejo é considerado essencial para a literatura universal do século XX, principalmente, por sua obra poética. Autor de uma poesia, por vezes, por muitos considerada difícil desde os seus primórdios, publicou em 1919 seu primeiro livro, "Los Heraldos Negros". Nesta obra, ainda pratica uma poesia vinculada ao modernismo hispano-americano, com tendência a um certo simbolismo, embora possamos notar no poema título do livro certas tendências posteriores e vanguardistas, como as rápidas transições sintáticas usadas na língua oral, tal qual explorariam na língua portuguesa, bem mais tarde, o poeta Manoel de Barros e o prosador Guimarães Rosa, bem como o poeta norte-americano E. E. Cummings. Por tratar de temas cotidianos e extrair deles um sentido profundo, alguns, como Miguel de Unamuno, fizeram do livro motivo de zombaria.
Sua poesia marcada pela inovação, que rompia definitivamente com os cânones da sintaxe tradicional, do léxico e da gramática, no entanto, se define a partir de "Trilce", publicado na Espanha em 1922.
Mesmo sendo um dos experimentos mais radicais já produzidos em termos de linguagem verbal, utilizando todo o tipo de recurso vanguardista como neologismos, tipografismos, coloquialismos, mas também cultismos e arcaísmos, promovendo fusões de palavras e quebras de ritmos, frases e timbres inusitadamente, a arquitetura concomitantemente assimétrica e barroca dos poemas de Trilce refletem um pensamento paradoxal que fez com que esta obra pudesse ser considerada uma das mais importantes obras da literatura universal. A leitura dos poemas do livro não é, em absoluto, simples, a menos que estejamos familiarizados com a oralidade, os arcaísmos e cultismos em língua castellana, bem como com recursos expressivos usados por diversas vanguardas poéticas.
Depois de "Trilce", não voltou a publicar poemas, tendo publicado contos, ensaios, um romance e várias peças teatrais, alguns destes trabalhos publicados tendo alcançado boa aceitação na época, porém sofrendo muitos obstáculos até atingir publicação.
Seus poemas escritos na década de 30, extremamente profundos, normalmente são reunidos sob o título de um dos seus poemas desta época, "Poemas humanos". Marcados pela dor, apontam a solidariedade como antídoto para o sofrimento, apresentando suas imagens às pessoas que o vivenciam e escrevendo de maneira que se afasta da figura do poeta desolado, aquele que sacrifica sua originalidade em função do sentimento de "tudo já haver sido dito".
Embora haja nos "Poemas humanos" um retorno a metros e formas fixos, o legado do trabalho anterior não é abandonado pelo poeta, que utiliza ainda os recursos da oralidade e das vanguardas de forma original com maior sutileza, podendo, já, estes poemas figurarem na lista dos trabalhos que alguns chamam de pós modernistas. Desta forma, de maneira simplista, poderíamos categorizar as três fases com que os teóricos costumam dividir a obra poética de Vallejo (pós-modernista, referindo-se ao modernismo hispano-americano; vanguardista; revolucionária) em uma categorização mais universal como: pré-moderna, moderna (ou vanguardista) e pós-moderna.
Além dos livros de poemas inéditos, deixou outras obras acabadas e não publicadas, entre romances, dramas e ensaios.
A magnitude de sua poesia, em um sentido realmente humano, além do formal, fez com que, mesmo um pensador do porte do monje trapista, poeta e pensador Thomas Merton, tenha considerado Vallejo "o mais importante poeta universal depois de Dante".

## Primeiras obras publicadas, por ordem de primazia em cada gênero, incluindo publicações póstumas

### Poesia
- Los heraldos negros (1918)
- Trilce (1922)
- Poemas humanos (1939)
- España, aparta de mi este cáliz (1940)
- Obra Poética Completa (1968), incluindo manuscritos e publicações em revistas.

### Romances, contos e crônicas
- Escalas melografiadas (1923)
- Fabla Salvaje (1923)
- El Tungsteno (1931)
- Rusia 1931 (1931, 1959 y 1965)
- Rusia ante el segundo plan quinquenal (na imprensa: 1932/ em livro: 1965)
- Hacia el reino de los Sciris (trechos na imprensa: 1931/ obra completa: 1944)

### Dramas
Obra publicada por Enrique Ballón Aguirre, contendo quatro dramas (2 volumes, 1979):
- Lock out
- Entre las dos orillas corre el río
- Colacho hermanos o Presidentes de América
- La piedra cansada

### Ensaios
Publicados em 1973, Editora Mosca azul:
- Contra el secreto profesional
- El arte y la revolución